# Lokris

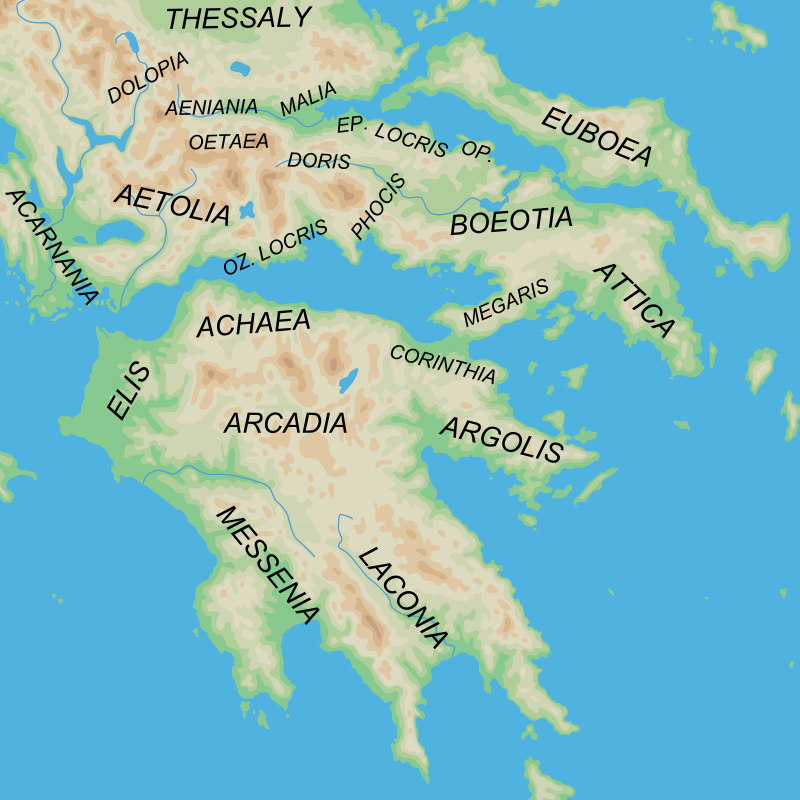
Karte der antiken Landschaften Griechenlands

Lokris (altgriechisch Λοκρίς Lokris, neugriechisch Λοκρίδα Lokrida) ist eine antike Region in Mittelgriechenland. Sie besteht aus zwei voneinander getrennten Gebieten: der östlichen Lokris (Lokris Eoia oder auch Lokris Opuntia), die sich von den Thermopylen entlang des Golfs von Euboia bis Larymna erstreckt, sowie der westlichen Lokris (Lokris Ozolia) an der Nordküste des Korinthischen Golfs um die strategisch bedeutende Hafenstadt Naupaktos.
Zwischen den beiden lokrischen Gebieten liegen die Territorien Doris und Phokis. Die Aufteilung der Lokrer in zwei Gebiete ist vermutlich auf Ereignisse der frühen Besiedlungsgeschichte Griechenlands zurückzuführen. Die Aufsplitterung in zwei Teile und die Tatsache, dass die lokrischen Gebiete zudem wenig fruchtbar waren, hatte zur Folge, dass die Lokris in der griechischen Geschichte nur eine Nebenrolle spielt und meist von mächtigeren Nachbarstaaten dominiert wurde.

## Geschichte

### Frühgeschichte; Perserkriege
In West-Lokris sind prähistorische Funde sehr rar, in Ost-Lokris wurde die  neolithische Siedlung von Halai entdeckt. In der griechischen Sagengeschichte kommen die West-Lokrer nicht vor und werden auch nicht von Homer genannt, der aber wenigstens einige Städte in Ost-Lokris aufzählt, von denen einige wie Kalliaros in historischer Zeit bereits verschollen waren. Trotz ihrer wohl durch den Expansionsdruck der Phoker erzwungenen geographischen Trennung blieben die Einwohner von West- und Ost-Lokris einander kulturell und ethnisch ähnlich. Ihre politische Geschichte entwickelte sich aber in der Folge unterschiedlich. Um 700 v. Chr. gründeten Ost-Lokrer an der Küste des Ionischen Meeres in Unteritalien als griechische Kolonie die Stadt Lokroi Epizephyrioi (beim heutigen Locri). Als die Thessaler im 6. Jahrhundert v. Chr. ihre Macht auf Mittelgriechenland ausweiteten, dürfte auch Ost-Lokris vorübergehend unter ihre Hegemonie geraten sein. Die Urbanisierung der Region blieb beschränkt.
Während der Perserkriege nahmen die Ost-Lokrer auf der Seite der Griechen sowohl an den Land- wie an den Seekämpfen teil, so mit einem bedeutenderen Heereskontingent an der Schlacht bei den Thermopylen (480 v. Chr.) gegen Xerxes. Als das Perserheer sich vorbereitete, dem Spartanerkönig Leonidas I. in den Rücken zu fallen und damit die Verteidigung des Engpasses aussichtslos geworden war, ließen ihn die Lokrer wie andere griechische Verbündete in Stich und ergaben sich Xerxes. Laut einer erhaltenen Inschrift zogen Siedler aus Ost-Lokrer um 470 v. Chr. nach Naupaktos, wohl als Verstärkung gegen die Bedrohung durch die Aitoler. Um 460 v. Chr. bemächtigten sich die Athener der Stadt Naupaktos und siedelten hier aus Ithome vertriebene Messenier an. Durch seinen Sieg über Böotien in der Schlacht von Oinophyta (457 v. Chr.) konnte Athen seine Kontrolle über Mittelgriechenland verstärken und auch Ost-Lokris kurzzeitig unter seine Hegemonie bringen.

### Peloponnesischer und Korinthischer Krieg; makedonische Hegemonie
Zu Beginn des Peloponnesischen Krieges hielt Ost-Lokris zu Sparta, ebenso etwas später auch die westlokrische Stadt Amphissa. Der übrige Teil von West-Lokris schloss sich hingegen Spartas Kriegsgegner Athen an. In Ost-Lokris ereignete sich 426 v. Chr. ein starkes Erdbeben, das große Zerstörungen anrichtete. Im gleichen Jahr fiel der athenische Stratege Demosthenes von West-Lokris aus in Aitolien ein; dies löste einen Vergeltungszug der Aitoler aus. Nach dem Ende des Peloponnesischen Kriegs durch die Niederlage der Athener (404 v. Chr.) fiel Naupaktos wieder an West-Lokris; die hier angesiedelten Messenier wurden vertrieben.
Bereits 395 v. Chr. brach zwischen Sparta und Athen, das sich mit Korinth, Argos und Theben verbündet hatte, ein neuer Krieg (sog. Korinthischer Krieg) aus, wofür ein Grenzstreit zwischen Phokis und West-Lokris (so die Hellenika Oxyrhynchia) oder Ost-Lokris (so Xenophon) der Auslöser war. Nach dem unentschiedenen Ausgang des Krieges und dem Abschluss des Königsfriedens (387 v. Chr.) kamen beide Lokris unter die Vorherrschaft Spartas; nach dem Sieg Thebens über Sparta in der Schlacht von Leuktra (371 v. Chr.) gingen beide Lokris eine Allianz mit Theben ein. In der Anfangsphase des  Dritten Heiligen Krieges zogen die Phoker gegen Lokris, wobei u. a. der phokische Feldherr Onomarchos 354 v. Chr. die ostlokrische Stadt Thronion zerstörte und Amphissa unterwarf. Naupaktos ging den West-Lokrern nach dem Ende des Kriegs an Achaia verloren. Während des Vierten Heiligen Kriegs eroberte der Makedonenkönig Philipp II. 339 v. Chr. Amphissa. Nachdem Philipp II. die Hegemonie über ganz Griechenland erlangt und die meisten dortigen Mächte im von ihm beherrschten Korinthischen Bund vereint hatte, verfügten die Lokrer in diesem Gremium über drei Stimmen. 331 v. Chr. kämpfte eine von den Lokrern gestellte Reiterei unter Alexander dem Großen in der Schlacht von Gaugamela (331 v. Chr.) mit. Nach Alexanders Tod wurden die Lokrer 323 v. Chr. in den Lamischen Krieg verwickelt.

### Hellenistische und römische Zeit
In hellenistischer Zeit war West-Lokris seit etwa 292 v. Chr. Mitglied des Aitolischen Bundes und blieb bis 167 v. Chr. unter aitolischer Herrschaft. Ost-Lokris unterstand zunächst dem Diadochen Kassander, bis Demetrios Poliorketes sich die Region 304 v. Chr. unterwarf. Das hypoknemidische Lokris (d. h. der östliche Teil von Ost-Lokris) fiel an den Boiotischen Bund; das epiknemidische Lokris (d. h. der westliche Teil von Ost-Lokris) war anfangs selbstständig und kam 266 v. Chr. an Phokis sowie um 262 v. Chr. an Aitolien. Gemeinsam mit Boiotien wurde das hypoknemidische Lokris 245 v. Chr. Mitglied des Aitolischen Bundes, geriet aber 234 v. Chr. unter die Herrschaft des Makedonenkönigs Antigonos III. Doson, ehe es 196 v. Chr. erneut an Aitolien kam. Nach der Niederwerfung des letzten Makedonenkönigs Perseus durch das Römische Reich wurden West- und Ost-Lokris 167 v. Chr. wieder unabhängig.
Obwohl sich die Lokrer 146 v. Chr. am Aufstand Griechenlands gegen die römische Hegemonie im Acbaiischen Krieg (146 v. Chr.) beteiligten, konnten sie ihre alte Stammesverfassung wahren. Im ersten Krieg der Römer gegen den pontischen König Mithridates VI. wurden Halai und Larymna 86 v. Chr. durch den römischen Feldherrn Sulla zerstört, aber wieder neu besiedelt. Als Caesar ab 49 v. Chr. seinen Rivalen Pompeius bekämpfte, hielten die Lokrer anfangs zu Pompeius, gingen jedoch später zu Caesar über. In der Kaiserzeit gehörte West-Lokris bis auf Amphissa zum Gebiet von Patrai, während sich in Amphissa viele Aitoler ansiedelten, die nicht in die von Kaiser Augustus neugegründete Stadt Nikopolis ziehen wollten. Die Wirtschaft von Lokris brach ein und seine Bevölkerungszahl sank, doch belebten die Kaiser Trajan und Hadrian im frühen 2. Jahrhundert n. Chr. die zivile und judikatorische Verfassung neu. Damals dürfte die Region wieder zu etwas Wohlstand gekommen zu sein, der sich infolge der Erweiterung des Wegenetzes zwischen dem Thermaiischen Golf und dem Golf von Korinth einstellte. Ende des 2. Jahrhunderts finden sich erste Belege für die Ausbreitung des Christentums in Lokris. So wurde Naupaktos 197 n. Chr. Sitz eines Bistums. Nachdem Lokris wie ganz Griechenland Ende des 4. Jahrhunderts an das Byzantinische Reich gefallen war, wurden die Festungswerke an seinen Pässen verstärkt. Trotzdem vermochten die Hunnen 539/540 n. Chr. die Thermopylen zu überqueren. Ab dem 6. Jahrhundert siedelten Slawen in den Berggegenden von Lokris.